# 阿雷什 (汝拉省)
阿雷什（法語：Aresches，法語發音：[aʁɛʃ]）是法国汝拉省的一个市镇，属于隆斯勒索涅区。

## 地理
阿雷什（46°54'7"N, 5°54'37"E）面积4.76 平方千米，位于法国勃艮第-弗朗什-孔泰大區汝拉省，该省份为法国东部内陆省份，北起上索恩省，西北接科多尔省，西临索恩-卢瓦尔省，南至安省，东与杜省和瑞士接壤。
与阿雷什接壤的市镇（或旧市镇、城区）包括：蓬代里、昂德洛昂蒙塔涅、勒米、泰西。

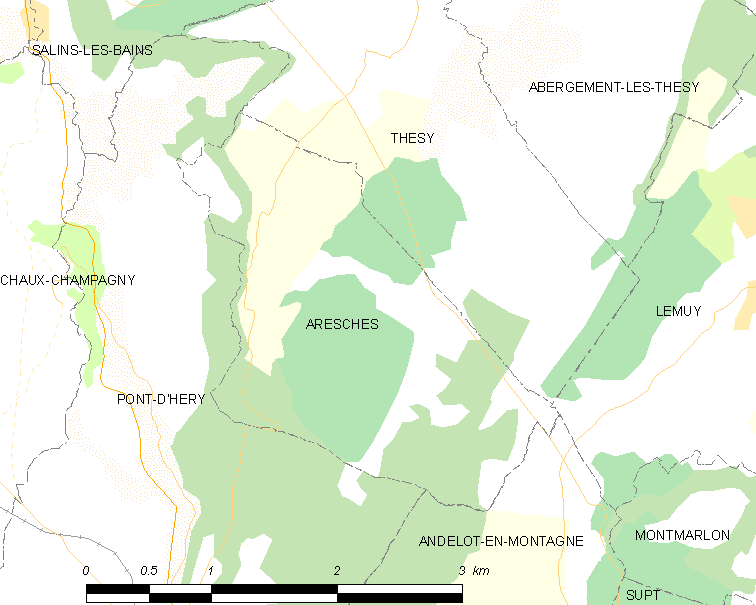
的OSM定位图

阿雷什的时区为UTC+01:00、UTC+02:00（夏令时）。

## 行政
阿雷什的邮政编码为39110，INSEE市镇编码为39586。

## 政治
阿雷什所属的省级选区为阿尔布瓦县。

## 人口

1962-2008年间人口变化图示

阿雷什于2022年1月1日时的人口数量为27人。